# Asperitas

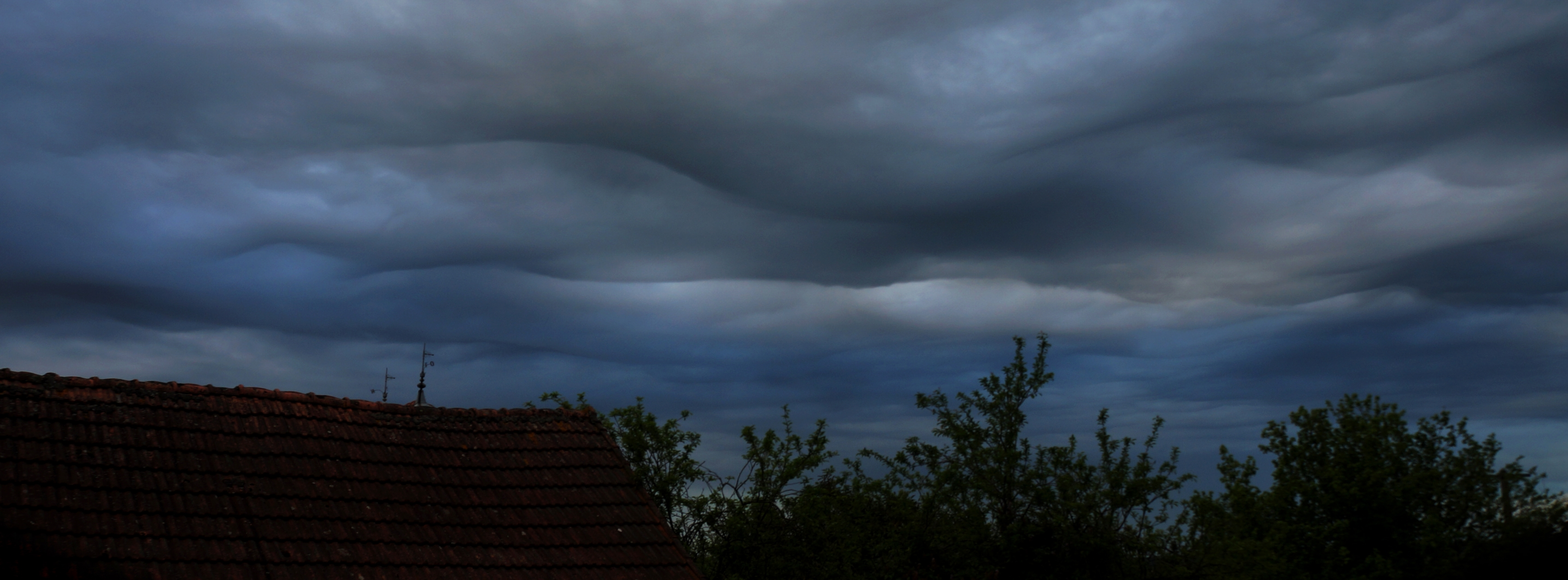
Asperitas nad Allier we Francji (2015)

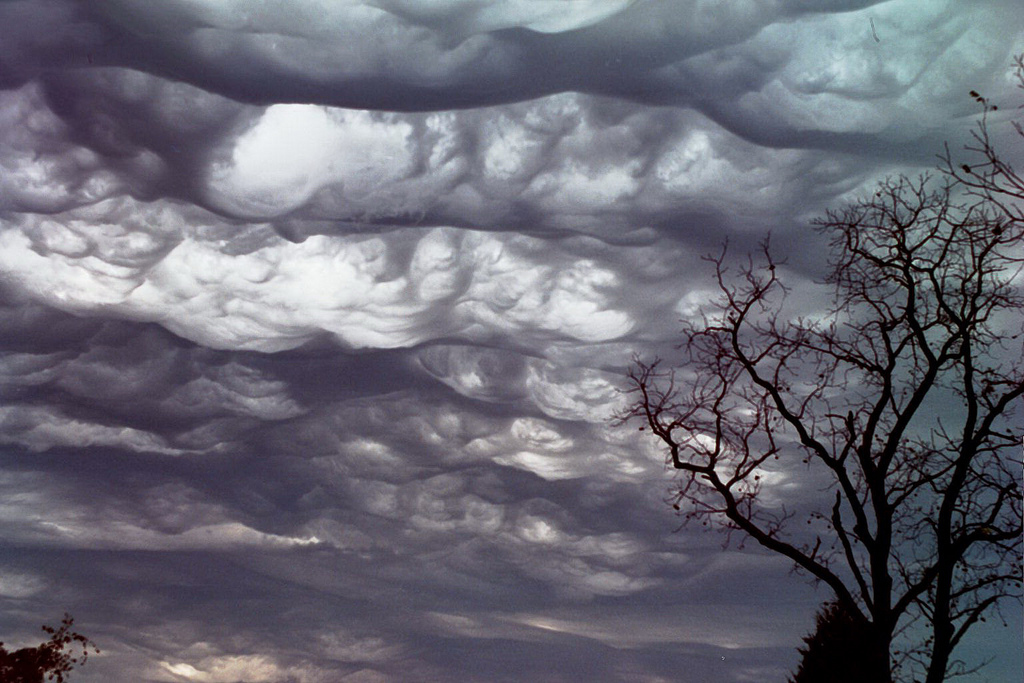
Asperitas nad Pocahontas w stanie Missouri (2008)

Asperitas (wcześniej znana jako Undulatus asperatus) – forma chmury wprowadzona do klasyfikacji przez założyciela Cloud Appreciation Society, Gavina Pretor-Pinney. Jest to pierwsza od 1951 chmura (po Cirrus intortus), dodana do Międzynarodowego Atlasu Chmur Światowej Organizacji Meteorologicznej, którego nowe wydanie ukazało się w 2017. Nazwa oznacza brak gładkiej powierzchni (ang. roughness).
Chmury asperitas są najbardziej podobne do rodzaju undulatus. Mimo że są ciemne i wyglądają na burzowe, rozchodzą się, nie prowadząc do burzy. Chmury te szczególnie często występują w rejonie Wielkich Równin w Stanach Zjednoczonych, przeważnie rano i po południu, jako następstwo konwekcji po burzy. Od czerwca 2009 Royal Meteorological Society w Reading w Anglii gromadzi materiały dotyczące warunków pogodowych, w których pojawiają się chmury asperitas, aby zbadać sposób ich powstawania i zdecydować, czy rzeczywiście różnią się od chmur undulatus.

## Historia obserwacji
Margaret LeMone, specjalistka od chmur w National Center for Atmospheric Research w USA, przez 30 lat fotografowała chmury asperatus i uważa je za możliwy nowy rodzaj chmur.
20 czerwca 2006 Jane Wiggins zrobiła zdjęcie chmur asperitas z okna wieżowca w Cedar Rapids w stanie Iowa i wysłała swoje zdjęcie do Cloud Appreciation Society. Zostało ono opublikowane w galerii na stronie internetowej stowarzyszenia, a następnie 3 czerwca 2009 na stronie internetowej National Geographic.
Od 2006 członkowie stowarzyszenia nadesłali więcej zdjęć podobnych chmur, toteż w 2009 Gavin Pretor-Pinney rozpoczął współpracę z Royal Meteorological Society w sprawie uznania nowego typu chmury. Chmura asperitas miała zostać włączona do nowego wydania Międzynarodowego Atlasu Chmur w 2016.